# 苏雄镇
苏雄镇，原为苏雄乡，是中华人民共和国四川省凉山彝族自治州甘洛县下辖的一个乡镇级行政单位。2020年6月，四川省政府批复同意撤销阿兹觉乡、苏雄乡，设立苏雄镇，以原苏雄乡和原阿兹觉乡阿兹觉村、吉乃彝各村、凉红村、治勒村所属行政区域为苏雄镇的行政区域。
- 龙门沟
- 苏雄水电站
- 凉红水电站
- 埃岱火车站附近

## 行政区划
苏雄镇下辖以下地区：
沙哈村、尔巴切村、尔苦村、瓦烘村和埃岱村。